# Astragalus kazymbeticus
Astragalus kazymbeticus es una especie de planta del género Astragalus, de la familia de las leguminosas, orden Fabales.

## Distribución
Astragalus kazymbeticus se distribuye por Kazajistán.

## Taxonomía
Fue descrita científicamente por Soposhn. ex Sumnev. Fue publicada en Sist. Zametki Mater. Gerb. Krylova Tomsk. Gosud. Univ. Kuybysheva 5-6: 5 (1933).